# 亚历山德拉·兰利
亚历山德拉·兰利（英語：Alexandra Langley，1991年6月19日—），英格蘭女子羽毛球運動員。

## 簡歷
2012年，亚历山德拉·兰利與玛里亚纳·阿格基罗打進西班牙羽毛球公開賽的女子雙打決賽，並拿得亞軍。

## 主要比賽成績
只列出曾進入準決賽的國際賽事成績：
| 年份   | 賽事                 | 公開賽級別 | 項目     | 拍檔              | 成績   |
| ------ | -------------------- | ---------- | -------- | ----------------- | ------ |
| 2011年 | 葡萄牙羽毛球國際賽   | 國際系列賽 | 女子雙打 | 劳伦·史密斯       | 冠軍   |
| 2011年 | 葡萄牙羽毛球國際賽   | 國際系列賽 | 混合雙打 | 罗宾·米德尔顿     | 冠軍   |
| 2011年 | 西班牙羽毛球公開賽   | 國際挑戰賽 | 女子雙打 | 劳伦·史密斯       | 準決賽 |
| 2011年 | 威爾斯羽毛球國際賽   | 國際系列賽 | 女子雙打 | 劳伦·史密斯       | 亞軍   |
| 2012年 | 愛沙尼亞羽毛球國際賽 | 國際系列賽 | 女子雙打 | 劳伦·史密斯       | 準決賽 |
| 2012年 | 葡萄牙羽毛球國際賽   | 國際系列賽 | 女子雙打 | 加布里·怀特       | 冠軍   |
| 2012年 | 西班牙羽毛球公開賽   | 國際挑戰賽 | 女子雙打 | 玛里亚纳·阿格基罗 | 亞軍   |
| 2012年 | 波蘭羽毛球公開賽     | 國際系列賽 | 女子雙打 | 珍妮·沃尔沃克     | 準決賽 |
| 2012年 | 波蘭羽毛球公開賽     | 國際系列賽 | 混合雙打 | 马修·诺丁汉       | 準決賽 |
| 2013年 | 威爾斯羽毛球國際賽   | 國際挑戰賽 | 混合雙打 | 本·斯塔夫斯基     | 準決賽 |

| 2007-2017年 | 首要超級賽 | 超級賽 | 黃金大獎賽 | 大獎賽 | 國際挑戰賽 | 國際系列賽 | 未來系列賽 | 其他 |

| 2018-2026年 | 總決賽 | 超級1000賽 | 超級750賽 | 超級500賽 | 超級300賽 | 超級100賽 | 國際挑戰賽 | 國際系列賽 | 未來系列賽 | 其他 |

### 奧運會和世錦賽參賽紀錄
|          | 搭檔        | 2011 |
| -------- | ----------- | ---- |
| 女子雙打 | 劳伦·史密斯 | 32強 |